# Daniel Massey
Daniel Massey (Londres, 10 d'octubre de 1933 − Londres, 25 de març de 1998) va ser un actor britànic.

## Biografia
Fill dels actors Raymond Massey i Adrianne Allen, germà d'Anna Massey i nebot de Vincent Massey (primer Governador General del Canadà), després dels estudis a l'Eton College i al King's College de Cambridge, va començar la seva carrera com a actor.
El debut al cinema li arriba fent de nen a la pel·lícula de Noel Coward Herois del Mar. Anys després actua a la pel·lícula de Coward  Un dia d'hora al matí … , per a aquesta actuació va guanyar un Globus d'Or i va rebre una nominació a l'Oscar. Apareix en moltes pel·lícules britàniques en els anys 50.
A més de la carrera cinematogràfica, també va tenir èxit com a actor de teatre, com en l'obra de Ronald Harwood Taking Sides, interpretant el compositor i director d'orquestra Wilhelm Furtwängler, per la qual va guanyar un  Premi Laurence Olivier . També va protagonitzar diversos musicals, entre ells  Follies .

## Filmografia
Les seves pel·lícules més destacades són
- 1942: In Which We Serve: Bobby
- 1958: Girls at Sea: Flag. Tinent Courtney
- 1959: Operation Bullshine: Bombarder Peter Palmer
- 1959: Es busca minyona (Upstairs and Downstairs): Wesley Cotes
- 1960: The Entertainer: Graham
- 1961: The Queen's Guards: John Fellowes
- 1962: Go to Blazes: Harry
- 1965: The Amorous Adventures of Moll Flanders: Elder Brother
- 1967: The Jokers: Riggs
- 1968: Star!: Noel Coward
- 1970: Fragment of Fear: Maj. Ricketts
- 1971: Mary, Queen of Scots: Robert Dudley
- 1973: The Vault of Horror: Rogers (segment "1: Midnight Mass")
- 1976: La increïble Sarah (The Incredible Sarah): Victorien Sardou
- 1977: Des Teufels Advokat
- 1978: Warlordsof Atlantis: Atraxon
- 1978: El gat i el canari (The Cat and the Canary): Harry Blythe
- 1980: Bad Timing: Foppish Man
- 1981: Victory: Coronel Waldron - L'anglès
- 1989: Scandal: Mervyn Griffith-Jones
- 1993: En el nom del pare (In the Name of the Father): Prosecutor
- 2000: The Miracle Maker: Cleopas (veu)

## Premis i nominacions
Premis
- 1969: Globus d'Or al millor actor secundari per Star!

Nominacions
- 1969: Oscar al millor actor secundari per Star!